# 1066 Лобелија
1066 Лобелија (енгл. 1066 Lobelia) је астероид главног астероидног појаса чија средња удаљеност од Сунца износи 2,403 астрономских јединица (АЈ).
Апсолутна магнитуда астероида је 12,5 а геометријски албедо 0,320.